# Piazza della Rotonda
Piazza della Rotonda, nota anche come piazza del Pantheon, è una piazza pedonale situata tra via della Rotonda e via del Pantheon a Roma, nei rioni Colonna, Sant'Eustachio e Pigna.

## Storia
Dominata dalla presenza del Pantheon, il toponimo deriva dal nome popolare dato dai romani al grande monumento giunto intatto dall'antica Roma: la Rotonna.
Al centro della piazza si trova una fontana rinascimentale progettata intorno al 1575 da Giacomo Della Porta, nel luogo che dai tempi di papa Eugenio IV (prima metà del XV secolo) era occupato da una conca di porfido e due leoni in pietra.
Nel XVIII secolo la fontana fu modificata dal progetto di Filippo Barigioni e sormontata dal cosiddetto "obelisco macuteo", un piccolo monolite dell'epoca di Ramses II ritrovato nel XIV secolo in piazza San Macuto.

La piazza venne usata sino al 1847, nonostante i ripetuti divieti delle autorità pontificie, come mercato del pesce e degli ortaggi.

Galleria
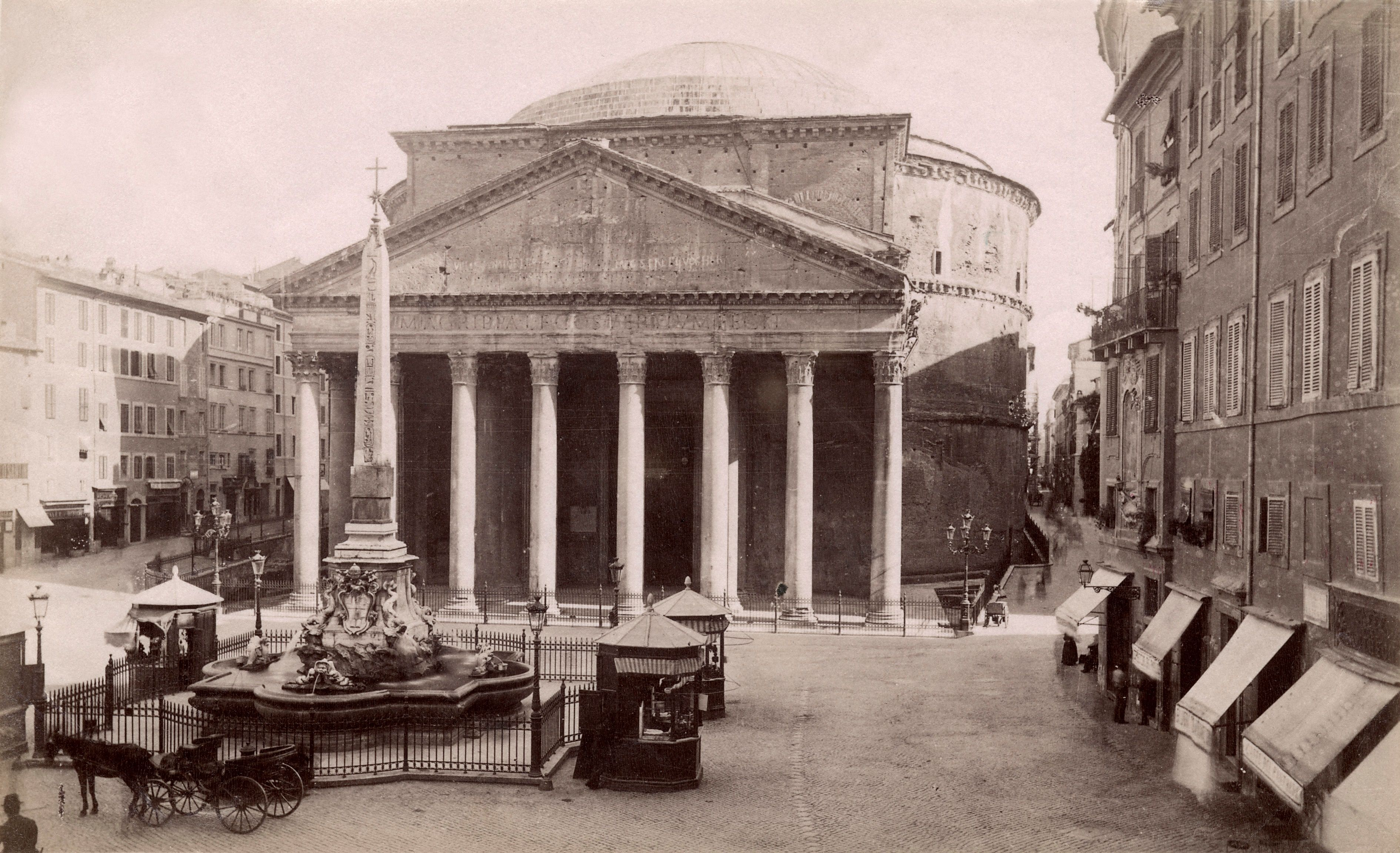
La piazza a fine Ottocento, con i campanili superiori del Pantheon già demoliti.
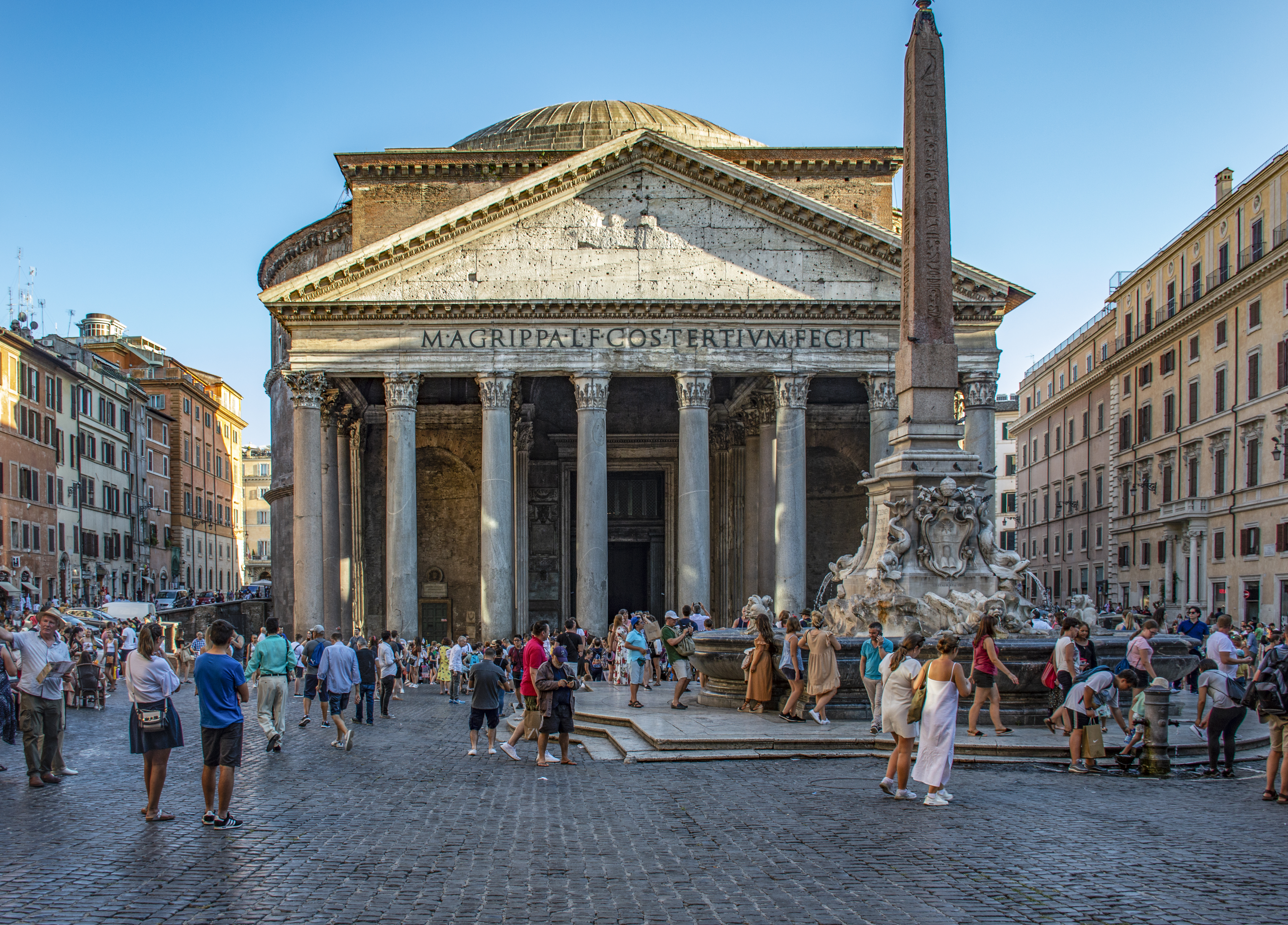
La Fontana (1578) di Giacomo Della Porta obelisco di Macuteo coronato nel 1711 e il Pantheon.